# Erlenblättrige Felsenbirne

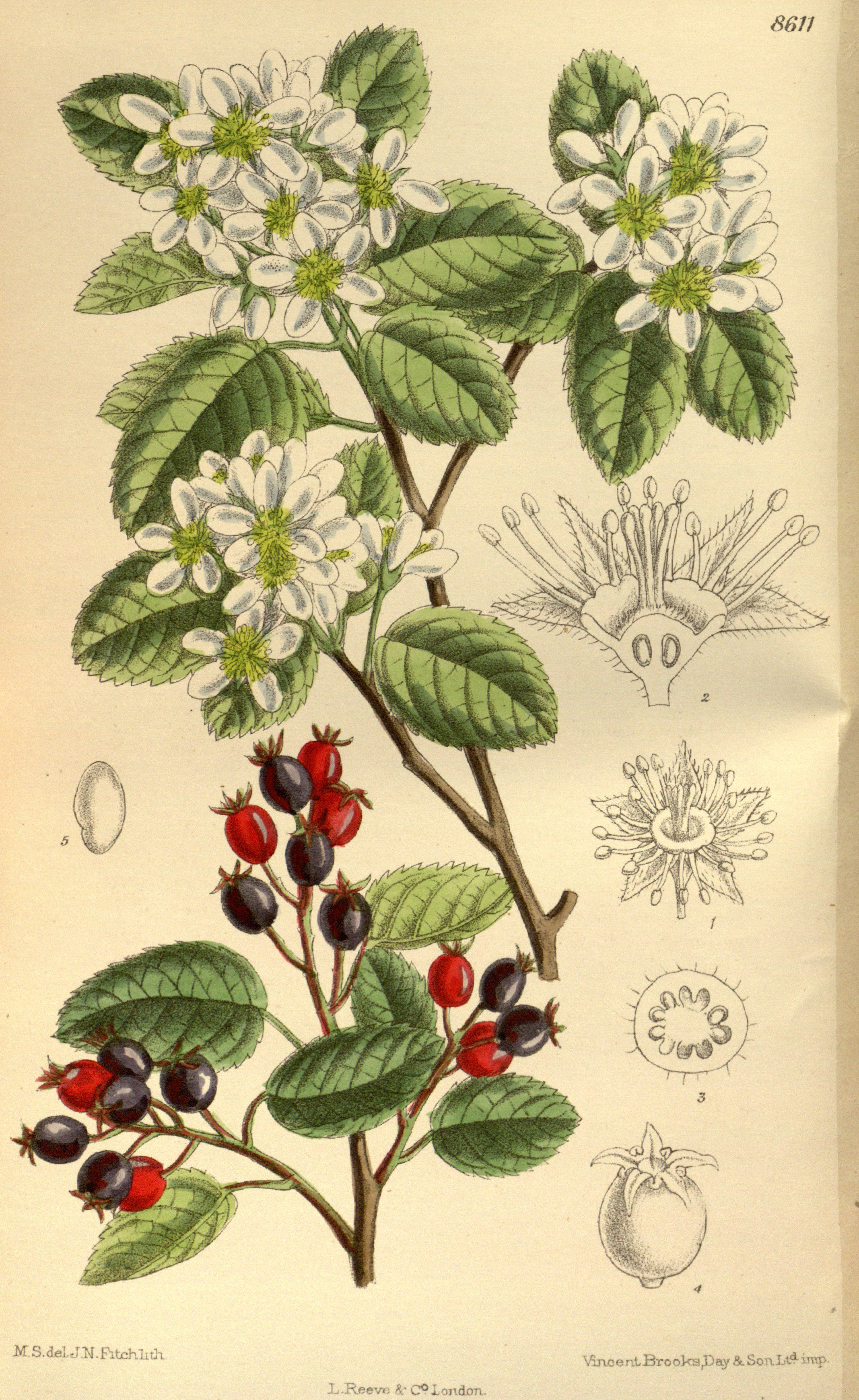
Illustration

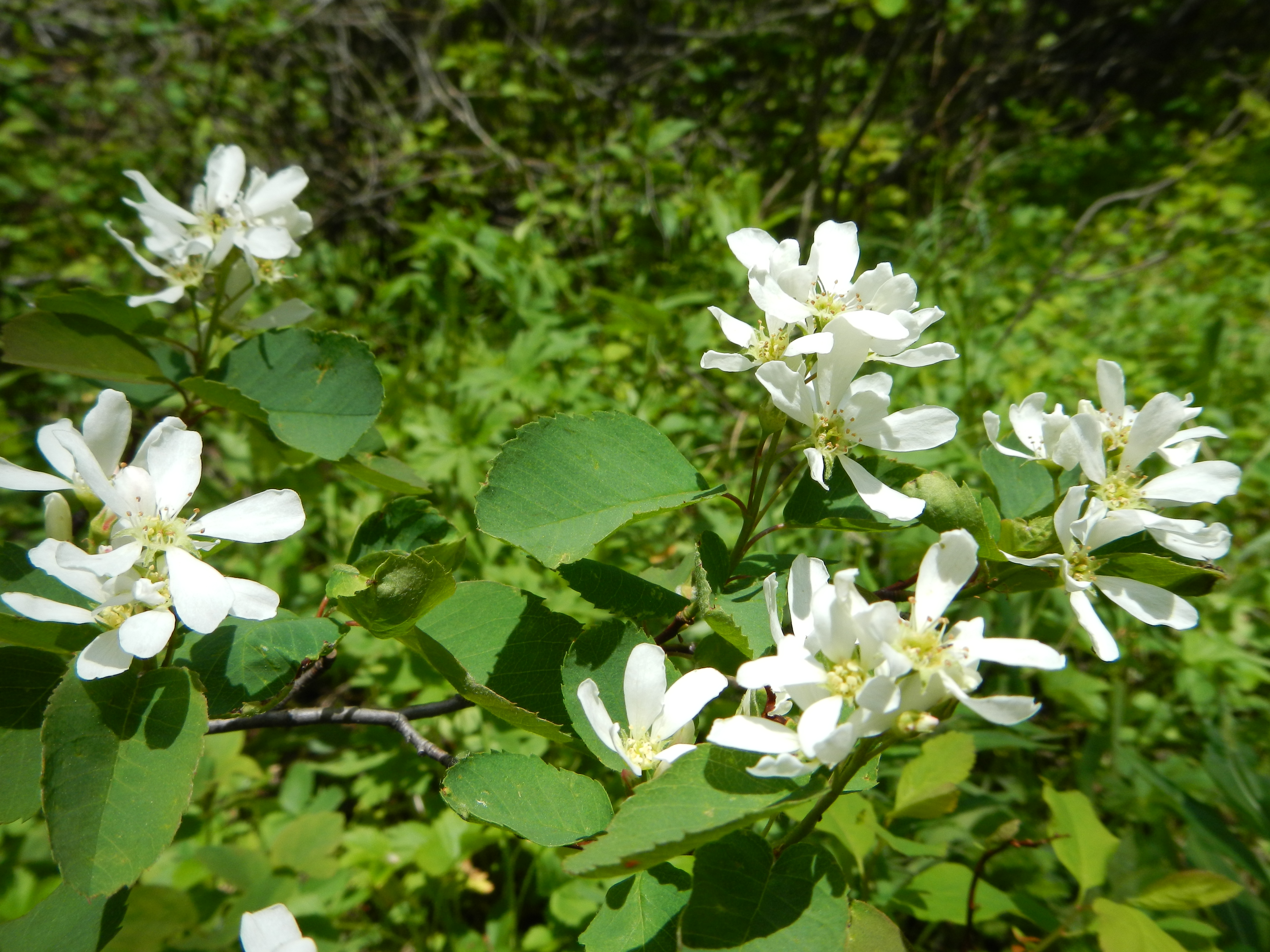
Blüten

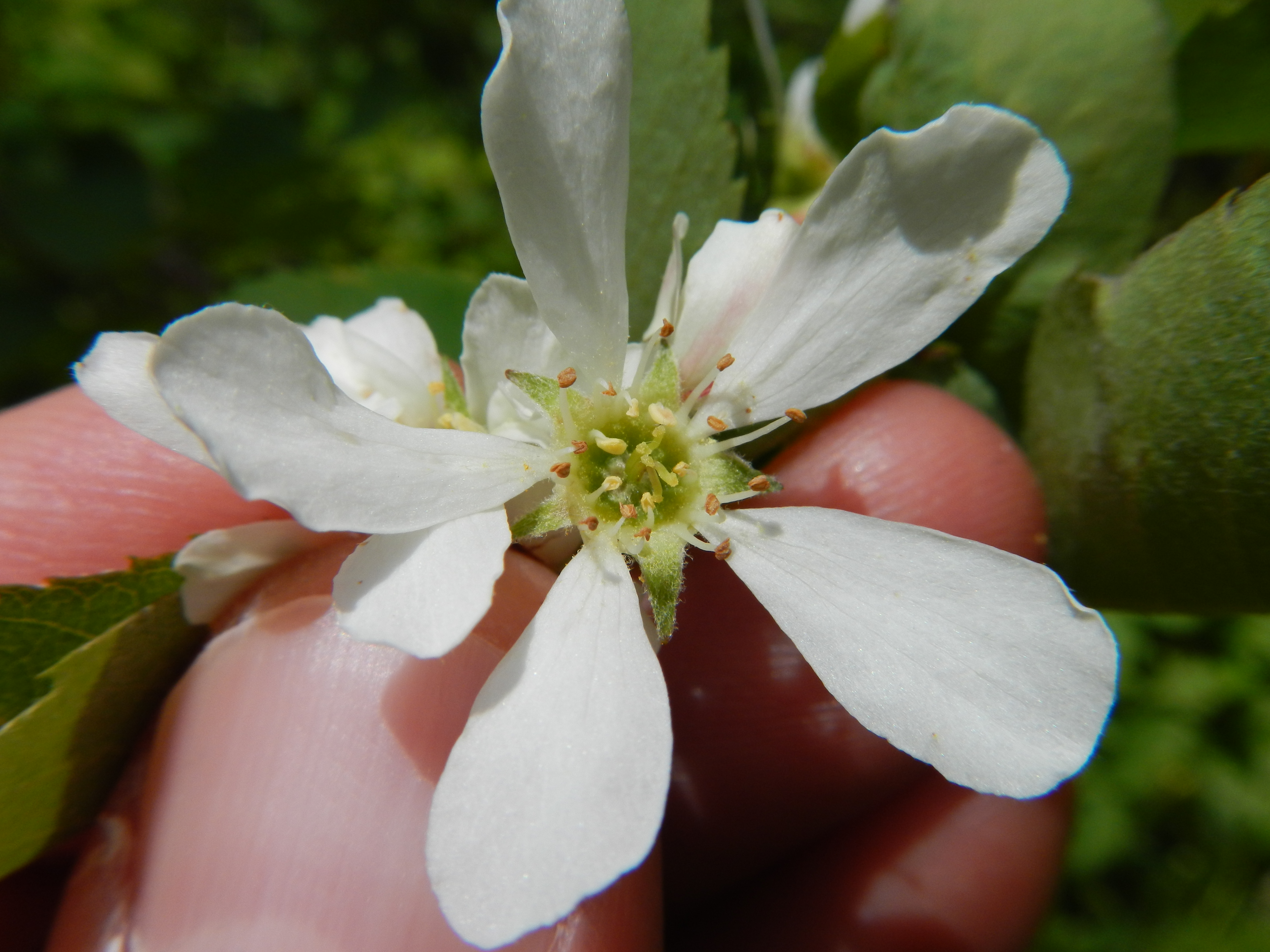
Blüte

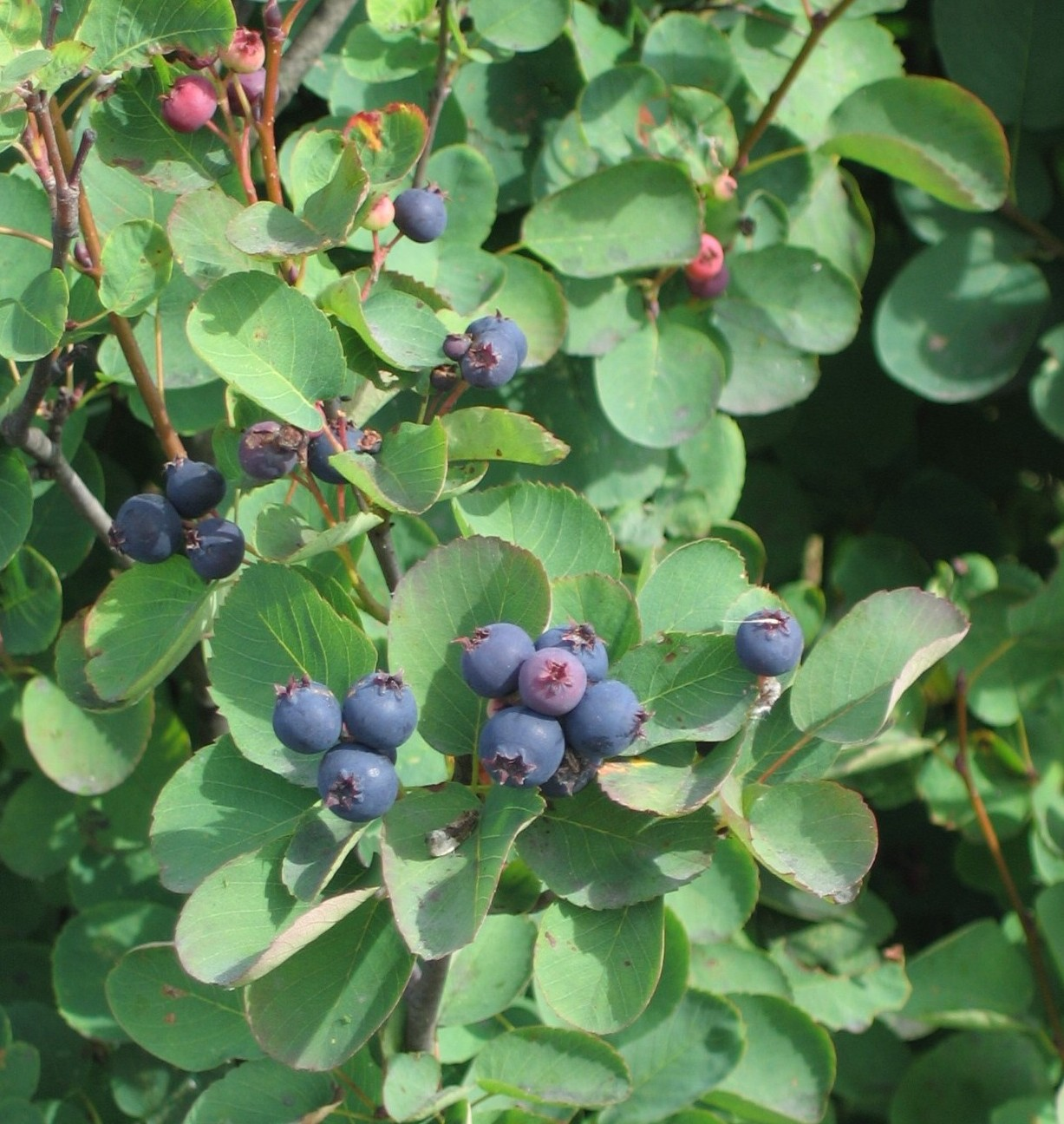
Früchte

Die Erlenblättrige Felsenbirne oder Erlen-Felsenbirne (Amelanchier alnifolia) der Gattung Amelanchier (Felsenbirnen) gehört zu den Kernobstgewächsen (Pyrinae) in der Familie der Rosengewächse (Rosaceae). Die im Englischen populäre Bezeichnung Saskatoon Berry hat mittlerweile als Saskatoon-Beere Einzug in den deutschen Sprachraum gefunden. Ebenso wird die Bezeichnung Juneberry verwendet. Das natürliche Verbreitungsgebiet liegt in den westlichen USA und Kanada. Die Art wird in verschiedenen Sorten als Zier- und Fruchtstrauch verwendet. 

## Beschreibung
Die Erlenblättrige Felsenbirne ist ein 2 bis über 10 Meter hoher, vielstämmiger, steif aufrechter und laubabwerfender Strauch mit grauer bis rotbrauner Borke. Sie bildet kurze Ausläufer. Die Triebe sind anfangs weichfilzig behaart, verkahlen bald und sind dann rotbraun. 
Die Laubblätter sind wie bei allen Felsenbirnen wechselständig angeordnet. Der Blattstiel ist 0,5 bis 2 Zentimeter lang. Die Blattspreite ist rundlich bis breit-elliptisch oder eiförmig bis verkehrt-eiförmig, 2 bis 6 Zentimeter lang, abgerundet bis gestutzt, selten spitz, mit mehr oder weniger zumindest zur Blattspitze hin regelmäßig grob, spitzig gesägtem bis gezähntem Blattrand. Die Basis ist abgerundet bis leicht herzförmig oder manchmal spitz bis stumpf. Die Blattunterseite ist anfangs filzig, zur Blütezeit mehr oder weniger kahl später blaugrün und kahl. Es werden 8 bis 13 dicht und parallel stehende und bis in die Blattzähne verlaufende Blattadern gebildet.
Die duftenden, 1,5 bis 2 Zentimeter großen Blüten stehen bis zu 15 in kurzen, endständigen, bis 8 Zentimeter langen, aufrechten und dichten, behaarten Trauben. Der Blütenbecher ist 1 bis 2 Millimeter lang. Der Blütenkelch ist fünfzipflig, die dreieckig Zipfel sind bis 3 Millimeter lang und mehr oder weniger behaart. Die fünf Kronblätter sind verkehrt-eiförmig bis elliptisch, bis 10 Millimeter lang und cremeweiß. Es werden bis zu 20 kurze und ungleich lange Staubblätter gebildet. Der an der Spitze mehr oder weniger behaarte Fruchtknoten ist unterständig. Die kurzen Griffel sind oberseits frei. Es ist ein Diskus vorhanden. Die Erlenblättrige Felsenbirne blüht im April bis Mai. 
Die süßen und saftigen, mehrsamigen Früchte sind anfangs matt rot bei Reife purpurschwarz und „bereift“. Sie sind rundlich bis eiförmig und haben Durchmesser von 0,8 bis 1,5 Zentimeter. Der Blütenkelch bleibt an den Früchten bestehen.
Die Chromosomenzahl beträgt 2n = 68.

## Verbreitung und Standortansprüche

Verbreitungskarte

Das natürliche Verbreitungsgebiet liegt in Nordamerika und reicht vom subarktischen Alaska und dem Norden Kanadas bis nach Kalifornien und Utah im Südwesten der USA. Die Erlenblättrige Felsenbirne wächst in Auen, an Gewässerufern und in artenarmen Wäldern auf mäßig trockenen bis frischen, schwach sauren bis stark alkalischen, sandigen, kiesigen oder lehmigen, nährstoffreichen Böden an sonnigen bis lichtschattigen, kühlen bis kalten Standorten. Die Art ist frosthart.

## Systematik
Die Erlenblättrige Felsenbirne (Amelanchier alnifolia) ist eine Art der Gattung der Felsenbirnen (Amelanchier) in der Familie der Rosengewächse (Rosaceae). Dort wird sie der Untertribus der Kernobstgewächse (Pyrinae) in der Tribus Pyreae, Unterfamilie Spiraeoideae zugeordnet. Sie wurde 1818 von Thomas Nuttall als Aronia alnifolia (Basionym) erstmals wissenschaftlich beschrieben und den Apfelbeeren (Aronia) zugeordnet. Max Joseph Roemer stellte die Art 1847 als Amelanchier alnifolia zu den Felsenbirnen. In der Plant List wird die Erlenblättrige Felsenbirne als Unterart Amelanchier sanguinea var. alnifolia (Nutt.) P. Landry geführt.
Es werden vier Varietäten unterschieden:
- Amelanchier alnifolia var. alnifolia: Der Blattrand ist zumindest zu Spitze hin deutlich gezähnt. Der Fruchtknoten hat eine stark behaarte Spitze und meist fünf Griffel und die Kronblätter erreichen eine Länge von bis zu 12 Millimetern.
- Amelanchier alnifolia var. cusickii (Fern.) C.L. Hitchc. Die Kelchzipfel sind meist länger als 3 Millimeter. Die Kronblätter sind meist über 16 Millimeter lang und bis zu 8,5 Millimeter breit. Der Fruchtknoten ist kahl oder wenig behaart.
- Amelanchier alnifolia var. humptulipensis (G.N.Jones) C.L.Hitchc. Der Blattrand ist beinahe ganzrandig mit wenigen kleinen Zähnen nahe der Blattspitze. Der Fruchtknoten hat eine stark behaarte Spitze und die Kronblätter erreichen eine Länge von bis zu 12 Millimetern.
- Amelanchier alnifolia var. semiintegrifolia (Hook.) C.L. Hitchc. Die Kelchzipfel sind im Mittel kürzer als 3 Millimeter. Die Kronblätter sind 12 bis 16 Millimeter lang und etwa 4 Millimeter breit. Der Fruchtknoten ist an der Spitze wollig behaart.[5]

Der Gattungsname Amelanchier stammt aus dem Französischen und leitet sich von dem vorrömischen Ausdruck melanca ab, der so viel wie ‚schwarz‘ bedeutet. Der Ausdruck verweist damit auf die schwarzvioletten Früchte der Gattung. Das Artepitheton alnifolia stammt aus dem Lateinischen und bedeutet ‚erlenblättrig‘. Es leitet sich von alnus für Erle und -folius für ‚blättrig‘ ab.

## Verwendung
Die Früchte werden roh oder gekocht gegessen, sie sind reich an Eisen und Kupfer. Aus den Blättern kann ein Tee zubereitet werden. Mehrere Sorten der Erlenblättrigen Felsenbirne werden wegen der auffallenden Blüten und dekorativen Früchte als Ziersträucher verwendet.
Das Holz ist hart und recht schwer, allerdings ist es nur in kleinen Mengen verfügbar.